# Motu One (Marquesas)
Motu One is een klein onbewoond eiland van de Marquesaseilanden, Frans-Polynesië. Het ligt 30 kilometer ten noordoosten van Eiao en 9 kilometer ten oosten van Hatutu.
De eerste westerling die het eiland bezocht was de Amerikaan David Porter in 1813. Hij noemde het Lincoln Island. In 1992 werd Motu One tot natuurreservaat uitgeroepen, omdat er vele zeeschildpadden en zeevogels leven.
In de Genootschapseilanden, ook in Frans-Polynesië, ligt nog een ander eiland met de naam Motu One.
Noordelijke groep:
Eiao ·
Hatutu ·
Motu Iti ·
Motu One ·
Nuku Hiva ·
Ua Huka ·
Ua Pou
Zuidelijke groep:
Fatu Hiva ·
Fatu Huku ·
Hiva Oa ·
Moho Tani ·
Motu Nao ·
Tahuata